# امیرحسین نعمتی
امیرحسین نعمتی (زادهٔ ۲۷ خرداد ۱۳۷۵) بازیکن فوتبال اهل ایران است که در پست مدافع برای باشگاه فوتبال داماش گیلان بازی می‌کرد و در حال حاضر در ناخون پاتوم یونایتد تایلند  بازی می کند.